# فران گامز
فران گامز (انگلیسی: Fran Gámez؛ زادهٔ ۲۷ ژوئیهٔ ۱۹۹۱) بازیکن فوتبال اهل اسپانیا است.
از باشگاه‌هایی که در آن بازی کرده‌است می‌توان به باشگاه ورزشی رئال مایورکا اشاره کرد.